# Olympische Sommerspiele 1948/Teilnehmer (Norwegen)
| Gelbes Symbol für Goldmedaillen mit stilisierten Olympischen Ringen | Graues Symbol für Silbermedaillen mit stilisierten Olympischen Ringen | Braundes Symbol für Bronzemedaillen mit stilisierten Olympischen Ringen |
| ------------------------------------------------------------------- | --------------------------------------------------------------------- | ----------------------------------------------------------------------- |
| 1                                                                   | 3                                                                     | 3                                                                       |

Norwegen nahm an den Olympischen Sommerspielen 1948 in London mit einer Delegation von 81 Athleten (77 Männer und 4 Frauen) an 50 Wettkämpfen in zwölf Sportarten teil.
Die norwegischen Sportler gewannen eine Gold- und je drei Silber- und Bronzemedaillen. Olympiasieger wurden die Segler Håkon Barfod, Sigve Lie und Thor Thorvaldsen in der Bootsklasse Drachen. Fahnenträger bei der Eröffnungsfeier war der Leichtathlet Godtfred Holmvang.

## Teilnehmer nach Sportarten

### Boxen
- Kaare Gundersen
Federgewicht: in der 1. Runde ausgeschieden

- Øivind Breiby
Leichtgewicht: im Viertelfinale ausgeschieden

- Gunnar Hansen
Weltergewicht: in der 1. Runde ausgeschieden

- Evert Johanson
Mittelgewicht: in der 1. Runde ausgeschieden

### Fechten
- Egill Knutzen
Degen: im Halbfinale ausgeschieden
Degen Mannschaft: im Viertelfinale ausgeschieden

- Alfred Eriksen
Degen: im Viertelfinale ausgeschieden
Degen Mannschaft: im Viertelfinale ausgeschieden

- Claus Mørch
Degen: in der 1. Runde ausgeschieden
Degen Mannschaft: im Viertelfinale ausgeschieden

- Johan von Koss
Degen Mannschaft: im Viertelfinale ausgeschieden

- Sverre Gillebo
Degen Mannschaft: im Viertelfinale ausgeschieden

### Kanu
- Hans Martin Gulbrandsen
Einer-Kajak 1000 m: 4. Platz

- Eivind Skabo
Einer-Kajak 10.000 m: Bronze

- Knut Østby
Zweier-Kajak 1000 m: 4. Platz
Zweier-Kajak 10.000 m: Silber

- Ivar Mathisen
Zweier-Kajak 1000 m: 4. Platz
Zweier-Kajak 10.000 m: Silber

### Kunstwettbewerbe
- Lilla Hellesen

### Leichtathletik
Männer
- Peter Bloch
100 m: im Vorlauf ausgeschieden
200 m: im Vorlauf ausgeschieden

- Bjørn Vade
400 m: im Viertelfinale ausgeschieden
800 m: im Halbfinale ausgeschieden

- Kaare Vefling
1500 m: im Vorlauf ausgeschieden

- Martin Stokken
5000 m: 10. Platz
10.000 m: 4. Platz

- Jakob Kjersem
10.000 m: Rennen nicht beendet

- John Systad
Marathon: 8. Platz

- Kaare Hammer
10.000 m Gehen: Rennen nicht beendet

- Edgar Bruun
50 km Gehen: 4. Platz

- Gerhard Winther
50 km Gehen: Rennen nicht beendet

- Per Olav Baarnaas
50 km Gehen: Rennen nicht beendet

- Bjørn Paulson
Hochsprung: Silber

- Birger Leirud
Hochsprung: 13. Platz

- Bjørn Gundersen
Hochsprung: im Finale kein gültiger Versuch

- Erling Kaas
Stabhochsprung: 4. Platz

- Ivar Ramstad
Diskuswurf: 4. Platz

- Stein Johnson
Diskuswurf: 8. Platz

- Odd Mæhlum
Speerwurf: 5. Platz

- Godtfred Holmvang
Zehnkampf: 10. Platz

- Per Stavem
Zehnkampf: 11. Platz

Frauen
- Liv Paulsen
100 m: im Vorlauf ausgeschieden
Kugelstoßen: in der Qualifikation ausgeschieden

### Radsport
- Lorang Christiansen
Straßenrennen: Rennen nicht beendet
Mannschaftswertung: Rennen nicht beendet

- Leif Flengsrud
Straßenrennen: Rennen nicht beendet
Mannschaftswertung: Rennen nicht beendet

- Erling Kristiansen
Straßenrennen: Rennen nicht beendet
Mannschaftswertung: Rennen nicht beendet

- Aage Myhrvold
Straßenrennen: Rennen nicht beendet
Mannschaftswertung: Rennen nicht beendet

### Ringen
- Frithjof Clausen
Fliegengewicht, griechisch-römisch: 6. Platz

- Reidar Merli
Bantamgewicht, griechisch-römisch: 6. Platz

- Egil Solsvik
Federgewicht, griechisch-römisch: 6. Platz

- Aage Eriksen
Leichtgewicht, griechisch-römisch: Silber

- Bjørn Cook
Weltergewicht, griechisch-römisch: in der 3. Runde ausgeschieden

- Kaare Larsen
Mittelgewicht, griechisch-römisch: 5. Platz

### Rudern
Männer
- Arne Serck-Hanssen
Vierer mit Steuermann: im Viertelfinale ausgeschieden

- Gunnar Sandborg
Vierer mit Steuermann: im Viertelfinale ausgeschieden

- Sigurd Grønli
Vierer mit Steuermann: im Viertelfinale ausgeschieden

- Willy Evensen
Vierer mit Steuermann: im Viertelfinale ausgeschieden

- Thoralf Sandaker
Vierer mit Steuermann: im Viertelfinale ausgeschieden

- Kristoffer Lepsøe
Achter mit Steuermann: Bronze

- Thorstein Kråkenes
Achter mit Steuermann: Bronze

- Hans Hansen
Achter mit Steuermann: Bronze

- Halfdan Gran-Olsen
Achter mit Steuermann: Bronze

- Harald Kråkenes
Achter mit Steuermann: Bronze

- Leif Næss
Achter mit Steuermann: Bronze

- Thor Pedersen
Achter mit Steuermann: Bronze

- Carl Monssen
Achter mit Steuermann: Bronze

- Sigurd Monssen
Achter mit Steuermann: Bronze

### Schießen
- Birger Bühring-Andersen
Schnellfeuerpistole 25 m: 8. Platz

- Odd Bonde Nielsen
Schnellfeuerpistole 25 m: 16. Platz

- Hans Aasnæs
Schnellfeuerpistole 25 m: 28. Platz

- Gunnar Svendsen
Freie Pistole 50 m: 30. Platz

- Mauritz Amundsen
Freie Pistole 50 m: 45. Platz

- Willy Røgeberg
Kleinkalibergewehr Dreistellungskampf 50 m: Bronze 
Kleinkalibergewehr liegend 50 m: 8. Platz

- Halvor Kongsjorden
Kleinkalibergewehr Dreistellungskampf 50 m: 7. Platz
Kleinkalibergewehr liegend 50 m: 4. Platz

- Odd Sannes
Kleinkalibergewehr Dreistellungskampf 50 m: 15. Platz

- Thore Skredegaard
Kleinkalibergewehr liegend 50 m: 5. Platz

### Schwimmen
Frauen
- Bea Ballintijn
100 m Rücken: im Vorlauf ausgeschieden

### Segeln
- Morits Skaugen
Firefly: 12. Platz

- Øivind Christensen
Swallow: 8. Platz

- Knut Bengtson
Swallow: 8. Platz

- Håkon Barfod
Drachen: Gold

- Thor Thorvaldsen
Drachen: Gold

- Sigve Lie
Drachen: Gold

- Håkon Solem
6-Meter-Klasse: 4. Platz

- Lars Musæus
6-Meter-Klasse: 4. Platz

- Magnus Konow
6-Meter-Klasse: 4. Platz

- Ragnar Hargreaves
6-Meter-Klasse: 4. Platz

- Anders Evensen
6-Meter-Klasse: 4. Platz

### Wasserspringen
Männer
- Rolf Stigersand
Kunstspringen 3 m: 9. Platz

Frauen
- Inger Nordbø
Kunstspringen 3 m: 15. Platz
Turmspringen 10 m: 13. Platz